# Metal Heart (сингл)
«Metal Heart» (с англ. — «Металлическое сердце») — песня и сингл немецкой хеви-метал-группы Accept.
Сингл был выпущен в начале 1985 года в формате 7-дюймовой пластинки со скоростью вращения 45 оборотов в минуту дочерним подразделением компании CBS Portrait Records для японского рынка в поддержку шестого альбома группы Metal Heart и является первым из трёх синглов к нему. Как и сам альбом, сингл записывался и сводился в течение осени 1984 года, в Dierks Studios, в Пульхайм-Штоммельне, Северный Рейн-Вестфалия.

## О песне
«Metal Heart» — песня, примечательная своими обработками классических произведений, сыгранных и вставленных в песню по инициативе Вольфа Хоффманна. Начинается песня со вступления, которое представляет собой фрагмент «Славянского марша» П. И. Чайковского сыгранного мощными гитарными аккордами под аккомпанемент хорового вокализа. Гитарное соло в большей своей части представляет собой глубокую обработку фортепианной пьесы «К Элизе» Людвига ван Бетховена, сыгранную на электрогитаре. Саму же песню написали в основном Штефан Кауфманн и Петер Балтес.
Содержание песни футуристическое: она о том, как в недалёком уже 1999 году власть на земле получат машины и человечество столкнётся лицом к лицу с этим кошмаром.
На стороне «Б» сингла находится песня «Midnight Mover» (с англ. — «Полуночный пушер» (в контексте песни), также вошедшая на альбом Metal Heart и повествующая о ночном торговце наркотиками. В Нью-Йорке на студии Silver Cup Studios был снят видеоклип к этой песне за 85 тысяч долларов.

## Отзывы критиков
Музыкальное сообщество по разному восприняло новую работу немецкого квинтета. Ряд критиков негативно воспринял переход музыкантов к более коммерческому звучанию, но были и такие, которые уже в марте 1985 года, сразу после выхода «Metal Heart» объявили его «альбомом года». Но обе категории слушателей всегда ставили особняком одноимённую песню, отмечая в ней целый ряд нестандартных ходов и мелодических находок. Эдуардо Ривадавия из американского ресурса AllMusic счёл, что апокалиптический заглавный трек настолько драматичен, насколько это возможно, а его длинная сольная экскурсия в середине песни содержит уважительные поклоны Бетховену и Эдварду Ван Халену. По мнению концертного гитариста Judas Priest Энди Снипа, включившего «Metal Heart» в свой список десяти лучших композиций Accept, это был первый случай, когда Вольф Хоффманн включил классические элементы в свой гитарный стиль. «Metal Heart» стала одной из визитных карточек группы и прочно вписалась в концертный репертуар коллектива.

## Список композиций
| №  | Название      | Автор(ы)                                                                          | Длительность |
| -- | ------------- | --------------------------------------------------------------------------------- | ------------ |
| 1. | «Metal Heart» | Вольф Хоффманн, Штефан Кауфманн, Удо Диркшнайдер, Петер Балтес, Йорг Фишер, Дэффи | 5:19         |

| №                   | Название            | Автор(ы)                                              | Длительность |
| ------------------- | ------------------- | ----------------------------------------------------- | ------------ |
| 1.                  | «Midnight Mover»    | Хоффманн, Кауфманн, Диркшнайдер, Балтес, Фишер, Дэффи | 3:05         |
| Общая длительность: | Общая длительность: | Общая длительность:                                   | 8:24         |

## Участники записи
- Удо Диркшнайдер — вокал
- Петер Балтес — бас-гитара
- Вольф Хоффманн — гитара
- Йорг Фишер — гитара
- Штефан Кауфманн — ударные